# SABIA-Mar 1B
O SABIA-Mar 1B (Satélite Argentino-Brasileiro de Informação Ambientais Marinhas) será o segundo satélite de observação da Terra como parte da cooperação entre o Instituto Nacional de Pesquisas Espaciais (INPE) do Brasil e o Comisión Nacional de Actividades Espaciales (CONAE) da Argentina. Ele está programado para ser lançado ao espaço no ano de 2019.

## Objetivo
O objetivo deste satélite de sensoriamento remoto é observar os ecossistemas oceânicos em escala sinóptica e obter uma visão global da biosfera marinha, ameaçada pelo aquecimento global e pela acidificação dos oceanos. O satélite SABIA-Mar vai detecta florações de algas em apoio às indústrias do turismo e aquicultura e permitir demarcar áreas marinhas protegidas e indicar zonas potenciais para a pesca.